# اوپن کورپوریتس
اوپن کورپوریتس (انگلیسی: OpenCorporates) شرکت فناوری اطلاعات آمریکایی است، که در سال ۲۰۱۰ تأسیس شد.